# Ungheni, Argeș
Ungheni là một xã thuộc hạt Argeș, România. Dân số thời điểm năm 2002 là 3726 người.